# Gottfried Timm

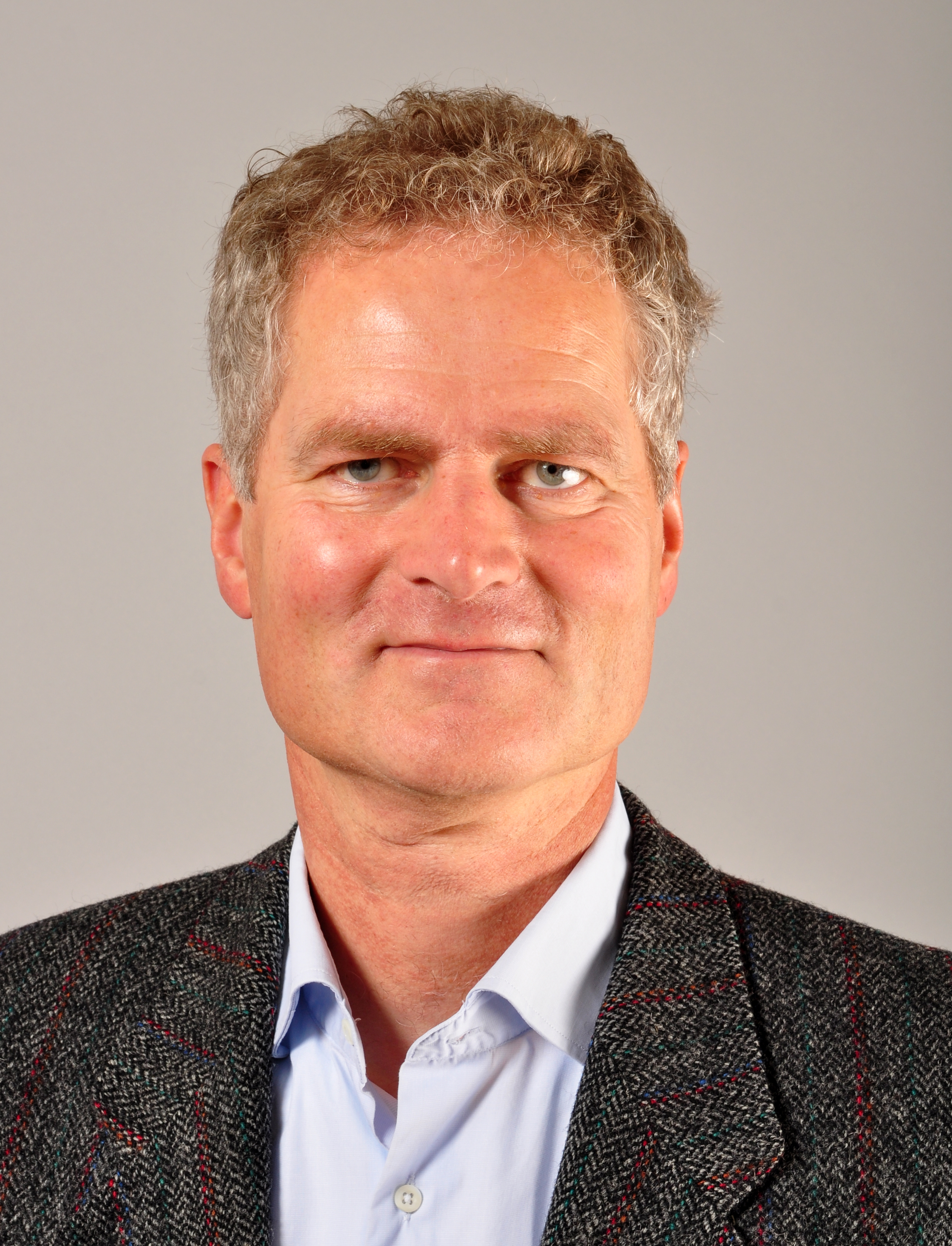
Gottfried Timm, 2013

Gottfried Timm (* 26. Juni 1956 in Hohenkirchen) ist ein deutscher Politiker (SPD). Er war von 1998 bis 2006 Innenminister des Landes Mecklenburg-Vorpommern.

## Biografie

### Familie, Ausbildung und Beruf
Nach dem Besuch der Polytechnischen Oberschule in Rostock begann Timm 1973 eine Lehre, die er 1976 als Baufacharbeiter mit Abitur abschloss. Daneben arbeitete er als ehrenamtlicher Segellehrer. Anschließend leistete er bis 1978 den Wehrdienst bei der Nationalen Volksarmee ab. Danach begann Timm ein Studium der Evangelischen Theologie an der Universität Halle (Saale), welches er 1983 beendete. Danach folgte bis 1986 ein Forschungsstudium in Halle und Rostock. 1987 erfolgte seine Dissertation A an der Universität Rostock mit der Arbeit Die Heilsgemeinde in der Welt – zur Ekklesiologie der Johannesapokalypse. Von 1986 bis 1990 war Timm Pastor in Röbel/Müritz.
Seit Anfang 2014 ist er Geschäftsführer des auch von ihm gegründeten Kirchlichen EnergieWerks.
Timm ist geschieden und hat zwei Kinder und drei Enkel.

### Politik
Timm gehörte im Oktober 1989 zu den Gründungsmitgliedern der Sozialdemokratischen Partei in der DDR (SDP). Von 1990 bis 1996 gehörte er dem SPD-Landesvorstand in Mecklenburg-Vorpommern und von 1995 bis 1999 auch dem SPD-Bundesvorstand an. Von 1999 bis 2005 war er stellvertretender Vorsitzender des SPD-Landesverbandes Mecklenburg-Vorpommern.

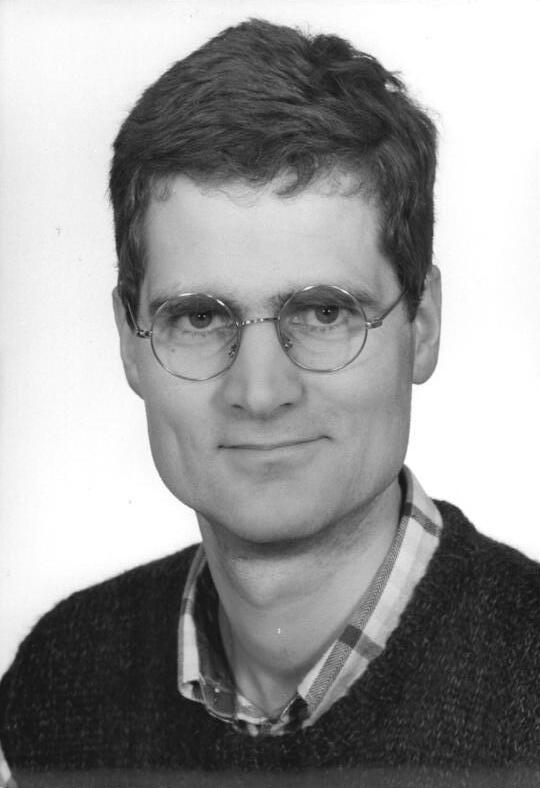
Gottfried Timm (1990)

Von März bis Oktober 1990 gehörte Timm der ersten frei gewählten Volkskammer der DDR an und war hier stellvertretender Vorsitzender der SPD-Fraktion.
Zwischen 1990 und 2011 war er Mitglied des Landtages von Mecklenburg-Vorpommern. 1998, 2002 und 2006 wurde er im Landtagswahlkreis Schwerin I direkt gewählt. Im Landtag war er von 1990 bis 1994 Parlamentarischer Geschäftsführer der SPD-Fraktion und von 1994 bis 1996 Vorsitzender der SPD-Landtagsfraktion. Von 1996 bis 1998 war Timm Fraktionssprecher für Innen- und Rechtspolitik. Von 2006 bis 2011 war er Fraktionssprecher für Umweltschutz- und Klimaschutzpolitik sowie ab 2008 Vorsitzender des Innenausschusses des Landtags.

### Öffentliche Ämter
Nach der Landtagswahl 1998 wurde Timm am 3. November 1998 als Innenminister in die von Ministerpräsident Harald Ringstorff geführte Landesregierung von Mecklenburg-Vorpommern berufen. Nach der Landtagswahl 2006 schied Timm am 7. November 2006 aus dem Amt. Am 14. September 2008 trat Timm für die SPD zur Wahl zum Oberbürgermeister der Stadt Schwerin an und erreichte dabei 38,1 % der Stimmen. Er musste sich, wie die Mitbewerberin Angelika Gramkow (38,2 %), am 28. September einer Stichwahl stellen, bei der er mit 49,5 % Stimmenanteil unterlag.
Kabinette
- Kabinett Ringstorff I
- Kabinett Ringstorff II

### Weitere Mitgliedschaften
- 2011–2017 Kirchenkreissynode und Kirchenkreisrat im Evangelisch-Lutherischer Kirchenkreis Mecklenburg